# Going postal
Pour les articles homonymes, voir going postal (homonymie).
Going postal est une phrase en argot américain faisant référence à une personne entrée dans une colère extrême et incontrôlable, souvent à la frontière de la violence et typiquement dans un milieu de travail. L'expression est tirée d'une série de tueries de masse réalisées par des employés de l'United States Postal Service (USPS) envers des supérieurs, des collègues et des membres de la police ou des civils. Ainsi, entre 1970 et 1997, environ 40 personnes ont été tuées par des employés et anciens employés d'USPS au cours d'une vingtaine d'événements de rage au travail (en).

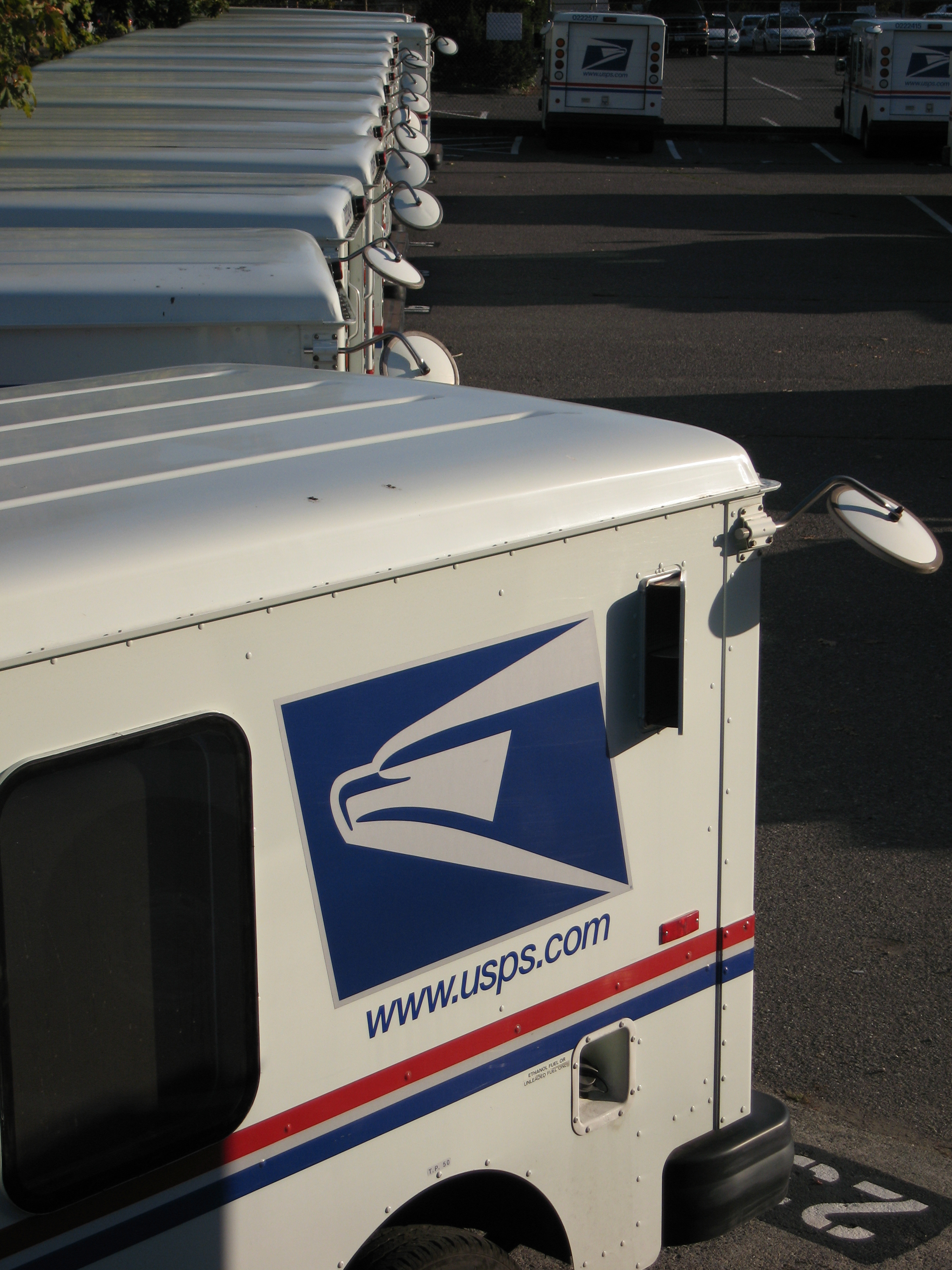
L'expression going postal réfère à plusieurs événements tragiques impliquant des employés de la poste américaine (USPS).

Aux États-Unis, entre 1986 et 2011, les fusillades en milieu de travail se produisent en moyenne deux fois par année pour un total d'environ 11,8 morts par an.

## Origine
L'utilisation de l'expression la plus lointaine recensée est celle faite le 17 décembre 1993 dans le St. Petersburg Times:

« Le symposium était commandité par le service postal américain, qui a vécu tant de crises que dans certains milieux, on appelle le stress excessif « going postal ». Depuis 1983, trente-cinq personnes ont été tuées dans 11 fusillades ayant eu lieu dans des bureaux de poste. USPS n'approuve pas l'expression et a tenté d'arrêter les gens de l'utiliser. Cependant, certains employés des postes pensent qu'elle a sa place. »

Le 31 décembre 1993, le Los Angeles Times publie :

« Contrairement aux fusillades de masse plus meurtrières à travers le pays, qui ont mené à une nouvelle expression qui associe les fusillades en milieu de travail à going postal. »

## Analyse
En 1998, le Congrès des États-Unis tient des audiences bipartisanes afin d'analyser la violence dans le service postal américain. Il est ainsi souligné que, bien que les employés du service postal représentent environ 1 % de la main d’œuvre civile à plein temps du pays, 13 % des homicides en milieu de travail se produisent dans les installations du service par des employés ou anciens employés.
En 2000, des chercheurs découvrent que le taux d'homicides dans les installations de la poste américaine sont plus bas que dans d'autres milieux de travail. Ainsi, dans les grands secteurs industriels, le plus haut taux d'homicides est enregistré dans le domaine de la vente au détail, avec 2,1 meurtres par 100 000 travailleurs. En comparaison, le taux d'homicide pour les employés des postes est de 0,22 par 100 000, alors que la moyenne se situe à 0,77. Ainsi, l'image typique d'un employé des postes retournant au travail pour se venger de son patron serait surfaite. La recherche montre également que plus de la moitié des fusillades en milieu de travail sont effectuées par des employés (et non des anciens employés), dont un peu moins du quart sont faites par des employés ayant moins d'un an de présence à leur travail.

## Impact culturel
Une franchise de jeux vidéo controversée, Postal (en), s'inspire de l'expression. Le joueur tient le rôle d'un tueur de masse fou dans le premier jeu, puis, dans les suites, celui d'une personne ordinaire qui se retrouve dans des événements violents, le tout selon une vue à la première personne. En 1997, USPS poursuit les créateurs du jeu, RWS, pour l'utilisation du terme postal. RWS se défend en affirmant que, malgré son titre, le jeu n'a rien à voir avec USPS ou ses employés. La poursuite est abandonnée en 2003 par force de la chose jugée.
Le jeu vidéo Duke Nukem 3D (1996) met en scène un niveau nommé Going Postal, où le joueur combat des extraterrestres dans un bureau de poste américain.
L'épisode The Old Man (en) (1993) de Seinfeld fait référence à l'expression dans une scène entre les personnages George et Newman, qui est employé d'USPS.
La comédie Y a-t-il un flic pour sauver Hollywood ? présente une scène où le personnage principal doit faire face à une série de menaces croissantes, dont l'apparition soudaine de dizaines d'employés des postes mécontents tirant dans tous les sens.
Le film Jumanji (1995) met en scène un vilain secondaire, le chasseur Van Pelt, qui tente d'acquérir rapidement un fusil. Le vendeur lui dit : « Vous n'êtes pas un employé des postes, non?. »
Dans l'univers des livres du Disque-monde de Terry Pratchett, l'expression going postal fait probablement référence à l'histoire de cette interprétation.
Dans l'épisode Les Prisonniers du stade (31 janvier 1999) des Simpson, l'école primaire de Springfield visite le bureau de poste lors d'une sortie scolaire et Nelson demande au directeur du bureau :
- Nelson : Avez-vous déjà participé à une fusillade ?
- Directeur des postes (riant) : Ho ho ho, nooon, noon. L'époque où le facteur fâché avec un fusil tirait partout est partie avec la Macarena.

Dans l'épisode USPIS de Brooklyn Nine-Nine, un employés de l'United States Postal Inspection Service, passionné par son travail, est inébranlable sur son interprétation de going postal, qui, selon lui, est associé surtout à apporter du bon dans la vie des gens, interprétation qui n'est pas partagée par ses collègues
Dans le film Les Aiguilleurs (1999), lors d'un BBQ dans la cour arrière du contrôleur, l'un des convives propose de réunir tous les postiers frustrés pour former une unité d'intervention d'élite.

## Fusillades en milieu postal notables

### Los Angeles(Californie), 1970
Le 13 août 1970, Harry Sendrow, un superviseur aux postes de 54 ans, se fait tirer dans le dos à trois reprises par Alfred Kellum, un employé de 41 ans que Sendrow avait renvoyé à la maison en invoquant qu'il était intoxiqué. Cinq heures plus tard, Kellum est retrouvé inconscient et est mis aux arrêts.

### Edmond(Oklahoma), 1986
Le 20 août 1986, au cours de la fusillade du bureau de poste (en) d'Edmond (Oklahoma), 14 employés sont tués et six sont blessés par Patrick Sherrill, un postier qui s'est suicidé par la suite.

### Escondido (Californie), 1989
Le 10 août 1989, le facteur d'Escondido (Californie) John Merlin Taylor tue sa femme, puis se rend au bureau de poste d'Orange Glen et tue deux collègues de travail avant de se suicider.

### Ridgewood (New Jersey), 1991
L'ancien employé des postes Joseph M. Harris tue son ancien superviseur Carol Ott ainsi que son petit ami Cornelius Kasten Jr. à leur domicile avec un katana. Le matin suivant, le 10 octobre 1991, Harris tire sur deux autres employés, Joseph M. VanderPaauw et Donald McNaught, au bureau de poste de Ridgewood (New Jersey),.

### Royal Oak (Michigan), 1991

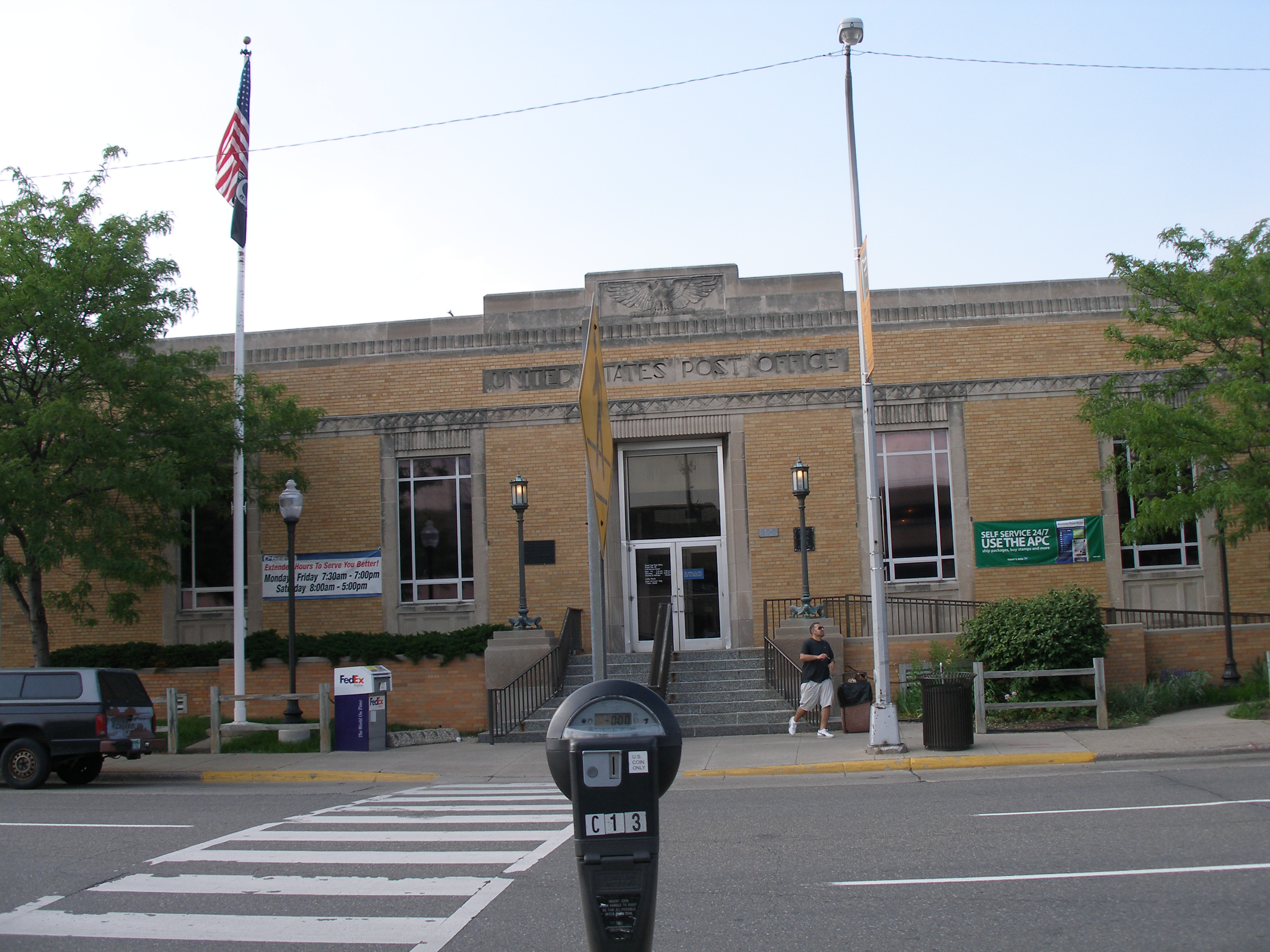
Bureau de poste de Royal Oak.

Le 14 novembre 1991, après avoir été suspendu, puis renvoyé pour insubordination, Thomas McIlvane tue quatre personnes et en blesse cinq autres, puis se suicide, lors d'une fusillade au bureau de poste de Royal Oak (Michigan).
Avant la tragédie, ce milieu de travail avait été l'objet de plusieurs problèmes de gestion et plaintes de clients, ce qui a attiré l'attention des médias locaux. Une enquête du bureau du sénateur Carl Levin rapporte, le 10 septembre 1991, une certaine « culture de harcèlement, d'intimidation, de cruauté ainsi que des allégations de favoritisme au niveau des promotions et démotions. » prior to the McIlvane shooting,.

### Dearborn (Michigan) et Dana Point (Californie), 6 mai 1993
Le 6 mai 1993, à quelques heures d'intervalle, deux fusillades impliquant des employés des postes se produisent. La première, au poste de Dearborn (Michigan), où Lawrence Jasion blesse trois personnes et en tue une avant de se donner la mort. La seconde, à Dana Point, où Mark Richard Hilbun tue sa mère et le chien de celle-ci avant de tirer sur deux employés des postes, tuant l'un d'eux.
À la suite de ces deux fusillades, USPS crée, pour chacun de ses 85 districts, un poste d'analyste de l'environnement de travail afin d'aider à prévenir la violence et améliorer le milieu de travail. Ces postes seront coupés en février 2009 à la suite de restrictions budgétaires.

### Goleta (Californie), 2006
Le 30 janvier 2006, Jennifer San Marco, une ancienne employée des postes, tue six autres employés avant de se suicider à un centre de triage de Goleta. Une septième victime est retrouvée plus tard dans un édifice à condos de Goleta où San Marco a déjà habité. Selon des médias, le service postal a forcé la retraite de San Marco en 2003 en raison de l'aggravation de ses problèmes mentaux. Ceci serait la pire tuerie réalisée en milieu de travail par une femme aux États-Unis,.

### Baker City (Oregon), 2006
Grant Gallaher, livreur de courrier de Baker City, plaide coupable pour le meurtre de son supérieur le 4 avril 2006. Il s'est rendu au bureau de poste de la ville avec un .357 Magnum en ayant l'intention de tuer ce dernier, ce qu'il fait dans le stationnement du bureau. Gallaher avait un nouveau trajet de travail depuis trois semaines et ressentait du stress dû à une semaine d'étude sur son temps de travail et le temps supplémentaire qu'impliquait ce nouveau trajet.

### San Francisco (Californie), 2017
Le 14 juin 2017, Jimmy Lam tire (en) et tue trois collègues de travail à une installation d'United Parcel Service de Potrero Hill (San Francisco). Lam met fin à ses jours lors de l'arrivée de la police. L'événement fait également cinq blessés, dont deux par balles.

### Columbus (Ohio), 2017
Le travailleur des postes DeShaune Stewart assassine deux collègues, son supérieur et le chef de bureau le 23 décembre 2017 à Columbus (Ohio).

### Citations originales
1. ↑  (en) « The symposium was sponsored by the U.S. Postal Service, which has seen so many outbursts that in some circles excessive stress is known as 'going postal.' Thirty-five people have been killed in 11 post office shootings since 1983. The USPS does not approve of the term "going postal" and has made attempts to stop people from using the saying. Some postal workers, however, feel it has earned its place[2]. »
2. ↑  (en) « Unlike the more deadly mass shootings around the nation, which have lent a new term to the language, referring to shooting up the office as "going postal"[3]. »
3. ↑  (en) « You're not a postal worker, are you?"[7]. »
4. ↑  (en) « patterns of harassment, intimidation, cruelty and allegations of favoritism in promotions and demotions ... [and] testimony relating to wide-ranging delivery and service problems »